# Ван Вронховен, Николин
Николин ван Вронховен (нидерл. Nicolien van Vroonhoven; род. 9 апреля 1971, Бюссюм, Северная Голландия) — нидерландский политический деятель. Лидер центристской партии «Новый общественный договор» (NSC) с 19 апреля 2025 года. Депутат Второй палаты в 2002—2010 годах и с 2023 года.

## Биография
Родилась 9 апреля 1971 года в Бюссюме.
Изучала историю искусства и право в Лейденском университете, затем налоговое право в Амстердамском университете.
Некоторое время работала налоговым консультантом в аудиторской компании Arthur Andersen.
В 1997 году стала сотрудником Яна Петера Балкененде, депутата Второй палаты от партии «Христианско-демократический призыв» (CDA).

## Политическая карьера
По результатам парламентских выборов 2002 года впервые избрана во Вторую палату от партии «Христианско-демократический призыв» (CDA). Не баллотировалась на выборах 2010 года.
После окончания полномочий во Второй палате была депутатом совета общины Гааги до конца 2011 года.
В 2014—2017 годах — член исполнительной власти (wethouder) Хилверсюма от партии «Христианско-демократический призыв». Ушла в отставку 17 декабря 2017 года в связи с тем, что уехала с семьёй в Мельбурн в Австралию.
В 2022 году вернулась с семьёй в Нидерланды. Стала сотрудником парламентской группы партии «Христианско-демократический призыв» и пресс-секретарём председателя группы Питера Омтзигта.
Баллотировалась во Вторую палату на парламентских выборах 2023 года под вторым номером от партии «Новый общественный договор» (NSC), основанной Питером Омтзигтом, и была избрана. С сентября 2024 года исполняла обязанности председателя парламентской группы во время болезни Питера Омцига.
После ухода из политики Питера Омтзигта стала 19 апреля 2025 года лидером партии «Новый общественный договор».

## Личная жизнь
Католичка.
Живёт в Хилверсюме.
Вышла замуж в 1999 году. У пары пятеро детей.